# Тамерлан
Тимур Барлас Бин Тарагај  (перс. تیمور Temūr, Chagatai: Temür; 9. април 1336. — 18. фебруар 1405), познат у исламским изворима као Тимур-Ленк (Тимур Хроми) и Амир Тимур (перс. تيمور لنگ Temūr(-i) Lang), а у европским као Тамерлан био је татарски емир (1360—1405) и освајач. Тамерлан је један од највештијих војсковођа и највећих освајача свих времена, на врхунцу своје владавине имао је једну од највећих империја у светској историји, која је, поред своје територијалне величине имала стабилно правно и дипломатско уређење. Историја га памти као једног ог најспособнијих, најистрајнијих, али свакако и најбруталнијих и најозлоглашенијих освајача икада.
Са друге стране, поред бруталности приликом својих кампања, Тимур је показивао велико интересовање за уметност и архитектуру. У својој родној Трансоканији је саградио 14 прелепих вртова, окружених зидинама, у којима су биле бројне фонтане и разне врсте цвећа. У родном Кешу саградио је импозантни дворац Ак Сарај, а у Самарканду Кук Сарај и Бустан Сарај, прелепе дворове који су били пример тимуридске архитектуре. Свом ментору, персијском мистику Бурханудину, кога је веома поштовао је саградио велелепан маузолеј, као и свом омиљеном сину Џахангиру, преминулом 1376. године. У Јерменији, Ирану и Авганистану је саградио велике системе за наводњавање. Након што му је преминула омиљена жена, Биби Канум, Тимур је наредио да се изгради велики комплекс њој у част, укључујући маузолеј, медресу и парк окружен зидинама. Такође, Тимур је наредио конструкцију великог броја џамија, медреса, школа и тврђава од којих су неке и данас у добром издању, у Ираку, Ирану, Узбекистану и Казахстану. Формирао је детаљно разрађен законик, који је се повиновао свим правилима ислама, и увек је уз себе имао 315 сарадника, задужених за војску, трансфер робе кроз царство, правни систем и културу. Држао је монопол над трговином свиле, јер је готово цео пут свиле био под његовом контролом, а такође је трговао и зачинима, пшеницом, крзном, вуном, персијским ћилимима, керамиком и разном другом робом широм Азије.
За време своје владавине, Тимур је био најмоћнији светски лидер.
На свом двору је угошћавао бројне интелектуалце тог времена, научнике, писце,теологе, филозофе, сликаре, архитекте и музичаре. Често је знао да прави вишесатне дискусије са њима. Имао је интеракцију и добре дипломатске односе са Шпанијом, Француском, Енглеском и Кином.
Тимурова армија је била једна од најбоље организованих и најспособнијих војних сила средњег века. По принципу монголске империје, организовао је армију од најмањих одреда од 100 војника, до Тумена, одреда од 10.000 војника. Захтевао је свакодневне тренинге и екстремну дисциплину од њих, што их је направило непобедивима. Били су врхунски јахачи коња и одлично истренирани у гађању лука стрелом, бацању копља и мачевању, а оклопи су им покривали сваки део тела. Поједини савремени писци су тимуридску војску називали "машинама за убијање". Претежно су је сачињавали припадници монголских племена Барлас, Тајчид, Дуглат, Коранас, Јасаур, као и Таџици, и племена из Кундуза и Бадакшана.
У својим освајањима, која су трајала преко четрдесет година, Тамерлан је ратујући, на челу огромног броја крвавих и језивих битака немилосрдно пустошећи све градове који нису хтели да му се потчине успешно поразио и припојио своме царству Траксоканију, Могулистан, Харезм, Персијски Илканат, Хормуз, Краљевину Грузију, Ширван, Златну Хорду, Делхијски Султанат, Кара Којунлу, Ак Којунлу, Мамелучки Султанат, Османско Царство и Витезове Хоспиталце. Престоница царства је био Самарканд, где му се и гроб налази. Ратовао је и са турским султаном Бајазитом и његовим Османским царством, империји која се тад постепено разваијала у једну од најмоћнијих у историји. Након дугих опсада поразио је и масакрирао више османских градови, међу којима су Шивас, Бурса и Ерзинџан, а сасвим поразио Османлије и познатог султана Бајазита у бици код Ангоре (1402). Тиме је у Османском царству дошло до деценијског Грађанског рата између Бајазитових синова што је ослабило Османлије и продужило је за коју деценију опстанак неких балканских земаља (Српска деспотовина, Византија итд). Умро је 1405. године док је планирао поход на Кину.
Доста је списа о Тамерлановом животу који датирају из његове епохе, међу главнима су Зафарнама-од Шараф-Ел Јаздија из 1428., затим књига истог имена од писца Назим-Ад-Дин Шамија написана крајем 1404. године, записи од Ибн Арабшаха, писани за време Тимурове владавине, записи шпанског амбасадора Реј Гонзалес Ди Клавија, који је боравио две године код Тимура на двору, написани 1403., записи грузијског писца Томе Од Мезофа са краја 14ог века, записи персијског историчара Миркванда писани 1480-их, забелешка чувеног историчара Ибн Халдуна о упознавању са Тимуром у Дамаску 1401., као и Тимурови мемоари, именом Тузук и Тимури. Ово су само неки од извора о Тамерлановом животу, има их у великом броју, биографија му је поприлично добро документована.
У популарној култури, чувени композитор Џорџ Фридрих Хендл је 1724. написао оперу Тамерлан, британски писац Кристофер Марлоу је 1589. објавио драму Тимбурлејн, Жак Прадон је 1675. написао драму Тамерлан и Бајазитова смрт, Едгар Алан По је 1824. написао песму Тамерлан, Матју Левис је 1811. написао драму Тимур Татар, Николас Ров је 1701., написао драму Тамерлан, у азербејџанском филму Несими из 1973. појављује се Тамерлан, а ту је и такође приповетка Роберт Хуарда Господар Самарканда.
Физички, описан је као висок и веома мишићав човек, велике главе, продорног погледа са косим зеленим очима и густим орловским обрвама, пуних усана, бело-жућкасте боје коже са руменим образима, пуштених бркова и уредне смеђе кратке али густе јареће браде. Храмао је на леву ногу, и није имао три прста не левој руци. Судећи по описима његовог лика, као и по реконструкцији његове лобање из 1941. очигледно је да је Тимур имао класичне монголске црте лица. Цитати наводе да је имао намрштен поглед, али и поносито држање и став. Галантно одевен и уредан, имао је имиџ аутократе и тиранина, чија је тежња амбициозна али је решен да је савлада по сваку цену. Глас му је био дубок и наредбодаван.
Тимур је држао под сојом влашћу и контролисао велики део пута свиле, што му је и била намера. Саградио је огроман број џамија и велелепних архитектонских здања. Увек је, уколико је град предвиђен за пустошење, најпре из њега издвајао интелектуални сој, писце, сликаре, научнике, историчаре, музичаре и слично, и слао их у Траксоканију да раде на оплемењивању његове родне груде. За време Тимура, Самарканд је, поред Константинопоља био најбогатији град на свету.
Као оснивач Тимуридског царства у Персији и централној Азији, он је постао први владар Тимуридске династије. Према Џону Сондерсу, Тимур је био „производ исламизованог и иранизованог друштва”, а не степски номад. Рођен у Барлаској конфедерацији у Трансоксијани (садашњем Узбекистану) дана 9. априла 1336, Тимур је стекао контролу над западним Чагатајским канатом до 1370. године. Из те базе, он је предводио војне кампање широм западне, јужне и централне Азије, Кавказа и јужне Русије, и појавио се као најмоћнији владар у муслиманском свету након што је поразио Мамелуке Египта и Сирије, настајуће Османско царство, и опадајући Делхијски султанат. Из ових освајања основао је Тимуридско царство, али се ово царство фрагментисало убрзо након његове смрти.
Тимур је био један од великих номадских освајача из евроазијских степа, и његово царство је поставило сцену за успон боље структуираних и трајнијих барутних царстава у 16. и 17. веку.‍:1 Тимур је имао на уму обнављање Монголског царства Џингис-кана (умро 1227). Према Беатрис Форбс Манц, „у својој званичној кореспонденцији, Тимур је током читавог живота наставио са портретисањем себе као обновитеља права Чингисида. Он је оправдавао своје иранске, мамлучке и османске кампање као поновно наметање легитимне монголске контроле над земљама које су заузели узурпатори.” Да би озаконио своја освајања, Тимур се ослањао на исламске симболе и језик, називао је себе „Мачем ислама”, и био је покровитељ образовних и верских институција. Он је конвертовао скоро све борџигске лидере у ислам током свог животног века. Тимур је одлучно поразио хришћанске Хоспиталце у опсади Смирне, стилизирајући себе као газију.‍:91 До краја своје владавине, Тимур је задобио потпуну контролу над свим остацима Чагатајског каната, Илканата, и Златне хорде, и чак је покушао да обнови династију Јуан у Кини.
Тимурове армије су биле инклузивно мултиетничке и од њих се страховало широм Азије, Африке и Европе, знатни делови којих су током његових кампања разорени. Научници процењују да су његове војне кампање узроковале смрт око 17 милиона људи, што је сачињавало око 5% светске популације тог времена.
Он је био деда тимуридског султана, астронома и математичара Улуг-бега, који је владао средњом Азијом од 1411. до 1449, пра-пра-пра-прадеда Бабура (1483–1530), оснивача Могулског царства, које је владало деловима јужне Азије више од три века, од 1526 до 1857. Тимур се сматра великим патроном уметности и архитектуре. Он је имао интеракције са интелектуалцима као што су Ибн Халдун и Хафизи Абру.‍:341–2

## Порекло
Преко свог оца, Тимур је тврдио да је потомак Туманај Кана, претка који је по мушкој линији био у сродничкој вези са Џингис-каном. Туминајов пра-пра праунук Карачар Нојан (1165–1242/54) био је царев министар и на крају је прекомандован да помогне његовом другом сину Чагатају у управи Трансоксијаном. Карачар се мало помиње у записима из 13. и 14. века, мада каснији тимуридски извори у великој мери наглашавају његову улогу у раној историји Монголског царства. Ови историчари исто тако наводе да је Џингис-кан касније „успоставио везу очинства и синства” путем склапања брака са Чагатајовом ћерком Карачар. Путем вођења порекла из тог брака, Тимур је тврдио да је у сродству са Чагатајским кановима.
Порекло Тимурове мајке, Текине Катун је мање познато. Зафарнама само наводи њено име без давања било каквих информација о њеном пореклу. Пишући 1403. године Џин, архиепископ Султаније тврди је да је била ниског порекла. Рад Mu'izz al-Ansab, написан декадама касније тврди да је била родом из Јасаурског племена, чије земље су се граничиле са Барласовим. Ибн Халдун је изјавио је да му сам Тимур описао како је његова мајка потицала од легендарног персијског хероја Манучехра. Ибн Арабшах је сугерисао да је она потомак Џингис Кана. Дело Књига Тимура из 18. века идентификује је као ћерку 'Садр ел-Шарије', за шта се сматра да се односи на ханафског научника Убајд Алах ел-Махбубуја из Бухаре.

## Детињство, почеци и походи
Тамерлан је рођен у Трансоксијани, поред Хинду Куша, око 70 km јужно од Самарканда, у данашњем Узбекистану. Његов отац, Тарагај, је био мањи племић барлас, монголског племена које је било потурчено у многим аспектима.
Тамерлан је своју рану владавину засновао на тврдњи да је потомак чувеног монголског владара Џингис-кана. Оно што је заиста утврђено је да је он био потомак монголских племена која су се преселила западно пошто је Монголска империја била проширена.
Тамерланов отац Тергај је био вођа племена Барлас, номадског монголског племена које је користило један од турских језика. Тергај је био чукунунук Карахар Невиана и први монголски племенски вођа који је примио ислам. Тергај је живот провео повучено, посветивши се учењу, тако да је под његовим надзором Тамерлан проучавао Куран, али се бавио и физичким вежбама.
Туглуг Тамур Кан је завладао Могулистаном и кренуо у напад на Траксокијану. Тимур му је у старту, дошавши на престо племена Барлас тако што је збацио Хаџи Бега био лојалан, да би се затим окренуо против његове диктаторске владавине. Тимур се тада спојио са дугогодишњим пријатељем, то је био Амир Хусеин Коранас, који је такође желео да уклони Туглуга са власти. Успешно су од Туглуг Кана освојили најпре Шахрибаз, а затим Бадакшан. Њих двојица су у тандему живели пар година бандитским животом, лутајући степама и пљачкајући имена. Једно време су били у армији владара Систана, да би 1362. у бици поразили противничког владара Амир Кутбудина. Тимур је наводно док су он и Хусеин крали овце са једног имања, виђен од стране власника који га је погодио стрелом у ногу, па је зато храмао левом ногом остатак живота. Под старије дане, дешавало се да није могао да хода већ ау га сужњи носили. У то време, богаљ који живи као ситни бандит, из породице средње класе, која је је неретко и оскудевала, би обично окончао свој живот млад, без икаквог просперитета, омаловажаван. Ипак, Тимур је ни из чега створио једну од највећих империја коју је свет видео. Тимур и Емир Хусеин су кренули са скупљањем војске, која је у старту била сачињена највише од Монгола и Таџика. Затим су 10 година крваво ратовали са Иљас Хоџом, Туглуговим сином. Извојевали су победу код Стон Бриџа 1363., али две године затим 1365. изгубили у бици код Ташкента. Поразили су Иљаса у опсади Самарканда 1368. Након тога је следео сукоб са Сардабарима, који су држали Самарканд и узурпирали народ великим порезима и смртним казнама за баналности. Амир Хусеин Коранас и Амир Тимур су успешно победили Сардабаре, масакрирајући мушкарце а жене и децу већином протерујући. Самарканд је тада био званично њихов. Ипак, између двојице Амира и старих сабораца постојала је зла коб за коју су веровале да је поступале од Хусеинове грешке у бици код Ташкента, која их је коштала победе.
Тимур се 1370 окреће против Амир Хусеина и опседа Балк, којим је Хусеин владао. Након опсаде, тера га у изгнанство и жени се за његову жену Кутлуг Нигар Канум, која је била у крвној вези са Џингис Каном, чиме Тимур оправдава титулу Гуркани, коју ће користити касније. Тимур на чело Траксоканије ставља свог марионетског владара, Џингисовог потомка, који се звао Сојргатмиш. Овим је поштовао правило да само чланови Канове династије могу имати власт. Главни Тимуров генерал у опсади Балха је био Абас Бахадур, који ће тек касније показати колико је велики борац и добар стратег у биткама против Могулистана и Хорезма. Ратовао је са Тимуром у Персији, све до 1387. када је погинуо у једној од првих битака дугогодишњег рата и каном Златне Хорде, Токтамишем. Затим, следује напад на Харезм којим је владала династија Суфи. 1373. Тимур осваја Кат и Киву, продирући ка Ургенчу. Опсаду Киве је против Тимурове војске бранио Бирам Јусул, али је убрзо поражен и град је претрпео пун бес Тимурида. Хусеин Суфи умире и наслеђује га Јусуф Суфи, од кога Тимур након опсаде отима Ургенч 1379. Пре опсаде града, Јусуф Суфи је изазвао Тимура на мегдан испред зидина, јер је био сигуран да Тимур, јер је био богаљ, то неће смети прихватити. Ипак, Тимур је дошао до зидина на кољу опремљен за двобој, али се уплашени Јусуф Суфи ипак није појавио. Паралелно, борећи се са Харезмом, Тимур ратује са Могулистанским каном Камарудин Дуглатом. У свакој бици га побеђује, али победа увек бива Пирова, јер Камарудин успева да му побегне у степе и настави да влада Могулистаном, све имудо 1390. када је доживео коначан пораз од Тимура. Једна од значајнијих Тимурових експедиција против Могулистана је била 1375., када је након вишедневних опсада успешно покорио и опљачкао градове Јанги, Талас и Токмак. Камарудин је исте године опустошио Андиђан, град у Тимуровој родној Траксоканији, након чега је претрпео велику освету Тимура. Битка код Кимлука је била велика Тимурова победа над Могулистаном. Камарудина је наследио брат Иљаса, Кајзр Хоџа, кога Тимур најпре добија у пар битака, а затим ступа у мир са њим оженивши његове ћерке са својим унуцима. Могулистан постаје Тимурова вазална држава такође.
Први напад на персијски Илканат је направио 1381. када је кренуо на Картидску династију, којом је владао Гијасудин Пир Али. Тимур од њега успешно осваја Фушањ и Херат, и Али му се затим покорава. Ипак, 1383. се буни против Тимурове репресивне власти, након чега Тимуров син, Миран Шах, брутално гуши ову побуну, масакрирајући му целу породицу. Сарбадарска династија је ступила у вазалне односе са Тимуром, и њихов владар, Кваја Али Мајуд, му је дао велики број своје армије за испомоћ у походима. У знак помоћи Сардабарима, Тимур је у неколико битака поразио Амир Валија, који је владао Астрабадом и Мазандараном, да би га на крају и погубио. На чело Амир Валијевих поседа је ставио лојалног вазала Лукумана, сина од Тога Темура, бившег владара Сарбадара. Музафаридска династија, којом је владао Шах Шоја, је била следећа, али аманет који је Шах Шоја оставио сину Заин Ал Убидину да буде вазал Тимуру, Заин није испоштовао, и зато је Тимур немилосрдно поразио Музафариде. Када су 1387. направили револт у Исфахану, уследио је Исфахански масакр, у коме је Тимурова армија убила преко 50.000 људи и направила дивовске куле од њихових откинутих глава. Исфахански масакр 1387. се сматра једним од најбруталнијих и најкрвавијих геноцида историје. 1392. долази до побуне у Тикриту, након двомесечне опсаде Тимур поражава Амир Хасана, владара града и опет узима Тикрит под своје. 1393. године долази до финалне борбе против Музафарида, у бици за Шираз. Тимур том приликом након велике битке поражава и убија задњег Музафаридског владара Шах Мансура. Након те победе, шаље своје верне унуке Мухамед Султан Мирзу и Пир Мухамед Бин Џахангира у освајање и пљачкање Курдистана.
Задњи владар Музафарида, Шах Мансур, поражен је у опсади Шираза 1393. Михрабаниди су такође били вазални Тимуру, након што је Тимур у бици поразио Шеик Гијатудина и Шеик Џелалудина, двојицу локалних владара који су правили претње Михрабанидима. Њихов лидер Шаханшах га је пратио у сиријским и отоманским кампањама. Шаханшах је умро 1403. и Тимур је на чело Михрабанида поставио Кутуб Ал Дин Мухамеда, који је владао као Тимуров вазал. Од Џаларида је преотео Багдад, Султанију и Табриз. Багдад је најпре окупирао 1393. и гувернерство дао лојалном Кваји Масуду, из Сардабарске династије, али су недуго затим Кара Јусуф и Ахмед Џалаир опет преотели град. Тимур је поново освојио Багдад 1401. Том приликом је тражио од својих војника да му свако донесе две одсечене главе багдадских становника. Багдад, најстарији град, претрпео је највећи масакр у својој историји. Храбром али безуспешном одбраном града је владао Амир Фарај.
Џелалудин Миран Шах, Тимуров син, гувернер Корасана је крваво угушио побуну племства у персијском граду Лур. На челу ње је стајао Хаџи Бег Курбани. Историјски записи Миран Шаха приказују као агресивног и нестабилног социопату, чак и по ондашњим стандардима. Миран Шах је се борио против секте која је била огранак Суфизма, Хуруфиста, и у једном конфликту са њима је мучки убио поглавара секте Ал Хуруфија, као и све остале припадник, не поштедевши чак ни њихове ближње. Припадници хуруфистичке секте су због овог чина Миран Шаха прогласили Антихристом.
Тимур је имао укупно седам инвазија на краљевину Грузију. Прва је била 1387. и том приликом је извршена успешна опсада Тбилисија и становништво опљачкано и масакрирано. 1395. заузео је утврђења Саварети, Џами и Гори. Након тога следила су још 4 екстремно брутална напада на Грузију, која је осетила на себи пун гнев и терор Тимурида. Грузијом је у то време владао краљ Баграт Пети. 1399. Тимурова армија заузима Шаки и Кахетију, делове Грузије. Након смрти Баграта Петог наследио га је 1393. Ђорђе Седми, са којим је Тимур 1401. потписао мировни споразум у Шамкуру по коме је грузијски краљ био обавезан да му плаћа данак и да велики део армије за експедицију на Анадолију. Без обзира на споразум, Тимур је на путу ка Анадолији опустошио грузијски град Тортуми. Тимуров вазал је такође био Ибрахим Ширван Шах, владар Ширвана, који се без борбе покорио Тимуру и дао му своју армију за наставак ескпанзија. У повратку из Анадолије, Тимур је у Грузији 1403. заузео тврђаве Куртин и Биртвиси, којом је владао Иван Торели. Након пада Биртвисија, Тимурова армија је опустошила преко 700 села у Грузији, пљачкајући и убијајући све пред собом. Тимур је у овим варварским походима срушио велики број православних цркава. Тадашњи грузијски историчар Тома Од Мезофа је у својим списима описујући Тимурове опсаде 1387. до 1404. навео да је сам ђаво у људском обличју сишао на земљу, назвавши Тимура "највећим злотвором који је ходао земљом". Тимур је 1404. покоривши Бејлиган на југу Грузије, прогласио Халил Мирзу, свог унука, за гувернера те провинције. Поход на Анадолију је планирао од 1395. када је Османски султан Бајазит почео да узима данак од Тимуровог вазала, влада Ерзинџана Тахертана. Тимур је опустошио Шивас, Ерзинџан, Бурсу и извојевао историју победу у Бици код Анкаре (Ангоре) 1402. након које је заробио османског султана Бајазита. У Бици код Анкаре на страни Бајазита ратовао је деспот Стефан Лазаревић, чију је храброст и борбено искуство Тимур похвалио. На страни Тимура у бици код Анкаре ратовао је Јакуп Други Гермијански, владар покрајине Гермијан у Анадолији, кога је Тимур упознао годину дана раније у Дамаску. У знак захвалности за помоћ у бици, Тимур му је доделио власт над његовим некадашњим поседима у Малој Азији. Након тога је крајем 1402. извршио опсаду Смирне, где је извојевао победу над Витезовима Хоспиталцима, на чијем челу је био Индиђо Де Алфаро. Тимур је узео данак од владара Лезбоса, Франческа Гатулизиа, и владара Византије Манојла Палеолога, и упутио се назад из Анатолије.
Остаје непознаница зашто Тимур након експанзије у Малој Азији није покушао да освоји Константинопољ, али се историчари слажу око тога да Тимура продор ка Европи није интересовао, он је желео да држи под својом влашћу пут свиле, и обнови Монголско царство својих предака. Зато му је следећа мета била Кина, јер је под Кублај Каном у поседу Монгола био Чагатајски Канат, Персијски Илканат, Златна Хорда и Династија Јуан у Кини. Тимур је све осим Кине већ држао под својом контролом.
У исто време, Кара Којунлу, племе Огуз Турака, на челу са Кара Јусуфом, изгубило је битку од Тимурида код Алгами Канала. Кара Јусуф је такође био поражен од војске Тимурида на чијем челу је био Тимуров унук Ебу Бекр Бин Мираншах, 1395. код језера Лан. Још 1380-их отац Кара Јусуфа, Кара Мухамед је имао 4 војне експедиције против Тимура завршене неуспехом. Приликом једне од њих исход битке је био са једнаким губицима, и том приликом је убијен Тимуров близак генерал, Лала Кваја.
Мамелучким султанатом је од 1399. наследивши оца Баркука, из династије Бурџи, који је против Тимура склапао коалицију са Грузијом и Бајазитом, владао Насерудин Фарај, који је, након што је Тимур опустошио Хомс, Хаму и Балбек, као и Алеп 1400. који је бранио гувернер Тамардаш, у коме је се Тимурова војска нељудски иживљавала над цивилима, силујући младе девојке пред њиховим мужевима, браћом и очевима. Следећи на Тимуровој мети је био Дамаск. После битке са Фарајевом војском испред Дамаска 1401. Тимуридска армија је упала у град и направила масакр епских пропорција. Тимуров крвави поход на Сирију, од 1400-1401, је оставио толико трауматичне успомене на Сиријце да и дан данас, 600 година после Тимуровог времена, када неког желе да увреде и назову злом, изопаченом особом, рећи ће му Тимур. У врхунцу своје суровости, Тимур је цивилно становништво Дамаска, међу којима је било много жена и деце, затворио унутар једне простране џамије, гарантујући им слободу док битка буде готова, а затим их закључао и запалио. Сматра се да је Тимур приликом напада на Мамелучки Султанат, то јест Сирију, показао врхунац своје суровости и крајности у које она може да оде. Тимур је испод зидина Дамаска у фази после битке, за време опсаде, водио разговоре са чувеним историчарем Ибн Халдуном, који се задесио у граду баш тада. Причали су о поднебљу земаља северне Африке, о Тимуровим амбицијама и неформалне теме. Тимур је у Дамаску упознао Јакупа Другог Гермијанског, који је тек изашао након десетогодишње затворске казне. Пун жеље да опет буде на челу својих поседа у малој Азији, прикључио је се са својим људством у Тимуровој експанзији на Османско Царство. Након Тимурове победе над Османлијама, припао му је цео гермијански беглук, који му је Тимур подарио у знак захвале за лојалност и услугу.
Тимур је своју суровост исказао и у Делхијском Султанату, где је 1398. заузео Уч, Мултан, Туламбу, Мерут, који је два месеца бранио гувернер Иљас Ават Алви, тврђаву Батнер, где је поразио војску Раџпута Рао Дуличанда, након чега је несметано стигао до Делхија, где је се сусрео са војском Султана Насерудин Махмуд Таглуга са којим је раме уз раме ратовао раџпутски генерал Малу Икубал, поразио је, и направио масакр.
У повратку из Делхија, Тимур је доживео пораз од војске Панчатија, коју су чинила уједињена племена Раџпута, Синга и других племена, предводио их је Халвер Гиља, раџпут који је код места Хендавар нанео тежак пораз Тимуридима, притом у једном моменту у бици умало не одузевши живот самом Тамерлану. Овај пораз 1399. године и пораз у бици код Ташкента 1365. од стране Иљас Хоџе су једина два документована Тимурова пораза у свим биткама и опсадама које је спровео за време својих 40-годишњих кампања.
Токтамиш је 1376. године затражио помоћ од чувеног татарског емира Тамерлана, у својој намери да уједини Плаву и Белу хорду. Тамерлан га је опскрбио војском, коњима и наоружањем, и након неколико битака поразио Урус-Кана, који је владао Белом хордом. Након тога, мета му је била Плава хорда на чијем челу је био Мамај, коју је победио на реци Калка 1381. године, такође уз велику Тамерланову помоћ. У овој бици Мамај је убијен.
Након тога, удруживши Плаву и Белу Хорду, Токтамиш је извршио велику опсаду Москве 1382. у којој је убијено преко 20.000 становника Москве, куће су опљачкане, жене силоване и становништво масакрирано.
Након Москве, на мети му је била Кнежевина Литванија, коју је поразио у бици на реци Полтава 1382. године
Токтамиш Кан је, поразивши московску кнежевину и кнежевину Литванију проширио територију уједињене Златне Хорде и владао огромним пространством.
Токтамиш се, осетивши се моћно, усмерио на свог некадашњег сарадника и човека који му је омогућио да достигне своју моћ- Тамерлана. 1386. напао је и опустошио Табриз, град који је тад био у Тамерлановом поседништву, што је покренуло рат између двојице владара. Поред Табриза, Токтамиш је напао градове у срцу Тимурове империје, Траксоканији и Харезму, где је се удружио са локалним емиром Сулејманом Суфијем. Такође, у експанзији на Тимура имао је подршку и помоћ грузијског краља Баграта. Токтамиша ће напад на Тимура скупо коштати. Док се Тимур обрачунава са Токтамишом у Табризу, његов син Омар Шеик иде са армијом у Могулистан и добија још једну битку против бунтовног али неухватљивог Камарудин Дуглата. Тимур бесно реагује након спознаје да је Харезм пружио помоћ Токтамишу, и прави другу опсаду Ургенча, 1388. године, у којој је дословце сравнио град са земљом и масакрирао цело становништво.
Године 1395. након 9 година ратовања, великог Токтамишовог пораза 1391.на реци Кондурча, и затим још већег Токтамишовог пораза у бици на реци Терек, Тамерлан је повео поход на Кипчак и у том походу је спалио град Сарај, престолницу Хорде  и срушио Токтамиша с власти. Поред Сараја, Спалио је и Азов, Астракан, Тану и још неколико већих градова Златне хорде.
Тамерлан тада на чело хорде ставља своје вазалне владаре, Корикаша и Тимура-Кутлуга, док Токтамиш бежи од одмазде у кнежевину Литванију, где ступа у вазалне односе са тамошњим владаром Витолдом Великим. Токтамиш је 1399. учествовао као главни Витолдов генерал у великој бици на реци Ворскла против Златне хорде, своје некадашње империје. Учествовао је у још пар битака као генерал кнежевине Литваније, потчињен Витолду Великом.
Све освојене територије је давао својим синовима и унуцима да буду намесници, или ређе, људима од поверења. Миран Шах је владао најпре Корасаном, а касније простором од Багдада, преко Султаније до Табриза, Адил-Ага Султанијом, Омар Шеик Ферганом, Пир Мухамед бин Омар Шеик Фарсом и Кандахаром, Пир Мухамед бин Џахангир Мултаном, Шакрук Мирза Хератом, Рустам Исфаханом, Мухамед Султан Мирза Тураном, Ебу Бекр Бин Мираншах, Тимуров унук, је од 1403. владао Багдадом. Ебу Бекр је лично предводио Тимуриде у великој битка код пролаза Кара Дерах, на обалама језера Лан, где су 1395. поразили снаге Кара Којунлуа и Кара Јусуфа. Багдадом је неко време владао лојални Кваја Масуд из династије Сарбадара, док га Кара Јусуф није протерао. 1398. Миран Шах креће у неуспешно поновно освајање Багдада, али бива поражен, да би 1401. Тимур опет освојио Багдад и сравнио га, не стигавши да ухвати Кара Јусуфа, који је се одметнуо у Мамелучки Султанат. Вођа другог огранка племена турских огуза Ак Којунлуа, Кара Осман, познат и као Утман Бег, покорио је се Тимуру, и за награду добио град и облас Дајабакр у Турској. Утман Бегове трупе су учестовавале у походима на Индију, Левант и Анадолију. Тимур је претрпео свега пар губитака у биткама. Један је био код Ташкента 1365, затим, његов син Миран Шах је претрпео губитак од војске Кара Јусуфа приликом неуспешне инвазије Багдада 1398., а такође Миран Шах је и пре тога, у Грузији 1395. приликом опсаде тврђаве Алинђа од стране Џаларида, када су снаге Ахмеда Џаларида преотеле утврђење од Тимурида и ослободиле Ахмедовог рођака Принца Тахира.
Тимур је за наследника хтео именовати сина од Џахангира, Мухамед Султан Мирзу, који је се виспрено борио са њим у походима на Индију, Сирију и Грузију, затим учествовао у бици код Анкаре и походима на Анадолију, где је опустошио и сравнио град Бурсу, по Тимуровој команди, али је био рањен стрелом у врат 1403. приликом опсаде Кајсерија у Анадолији, и убрзо преминуо, што је потресло Тимура, и довело у питање ко ће наследити његов трон. Поред наведеног, Мухамед султан Мирза је 1393, након завршетка освајања у Персији, освојио мало краљевство у персијском заливу, Хормуз, савладавши тамошњег владара Мухамед Шаха.
Тимур је, након кампање у Анадолији 1402. и пустошења Грузије 1403. кренуо са својом армијом ка Кини 1405., али га је успут задесила смрт од упале плућа. 69-огодишњи император, један од највећих и најсуровијих освајача светске историје, преминуо је окружен својим људима, након чега је сахрањен у породичној гробници Гур Е Амир у Самарканду.

## Персоналне карактеристике
Тимур се сматра војним генијем и сјајним тактичаром са невероватном способношћу за делује унутар високо флуидне политичке структуре, који је задобио и одржао лојалну подршку номада током своје владавине у Централној Азији. Такође се сматра изузетно интелигентним - не само интуитивно, већ и интелектуално.‍:16 У Самарканду и током његових бројних путовања, Тимур је под вођством истакнутих научника, савладао персијски, монголски, и турски језик‍:9 (према Ибн Арабшаху, Тимур није говорио арапски). Што је још важније, Тимур је окарактерисан као опортуниста. Користећи своје турско-мТимуонголско порекло, Тимур је често користио исламску религију или закон, и традиције Монголског царства да би остварио своје војне објективе или домаће политичке циљеве. Тимур је био учени краљ и уживао је у друштву научника; био је толерантан и великодушан према њима. Он је био савременик персијског песника Хафиза, и прича о њиховом састанку објашњава да је Тимур позвао Хафиза, који је написао Газел са следећим стихом:
За црни младеж на образу

Дао бих градове Самарканд и Бухару.
Тимур га је прекорио због овог стиха и рекао: „Ударцима мог добро окаљеног мача освојио сам већи део света да бих увећао Самарканд и Бухару, моје престонице и резиденције; а ти, бедниче, би разменио ова два града за младеж." Хафиз, незастрашен, је одговорио, „Сличном великодушношћу ја сам био сведен, као што видите, на моје садашње стање беде.” Према записима краљ је био задовољан духовитим одговором и песник је отишао с величанственим поклонима.
Тимур је често користио персијске изразе у својим конверзацијама, и његов мото је била персијкса фраза rāstī rustī (راستی رستی, са значењем „истина је сигурност” или „veritas salus”).
У Тамерлановој армији било је Персијанаца, Туркмена, Грузијаца и Раџпута, поред Чагатајских војника са којима је започео своју експанзију.
Тимур је све улагао у Траксоканију, свој родни крај, највише у градове Самарканд, Букару и Фергану, остатак империје му је више служио само за узимање људства за ратовање, и наплаћивање пореза. Самарканд је у то време, као и век и по касније, био најбогатији и најраскошнији град на свету.
Развијао је дипломатске односе са Шпанијом, размењујући ласкава писма са краљем Хенријем од Кастиље, као и са француским краљем Шарлом Четвртим, који је у историји познат као Шарло Луди. Такође, имао је преписку и са енглеским краљем Хенријем.

## Војно вођство
Тамерлан је током младости, у својим раним двадесетим, према Шараф ал Дину, задобио рану од стреле због које је остао сакат у десну ногу и са укоченом десном руком до краја живота. Због тога је и добио надимак Тимур Хроми. Али Тимуру то није сметало у војничкој каријери и до 1369. је заузео све територије некадашњег Шагатаја, прогласио се за владара у Балку, и именово Самарканд за своју престоницу.
Савременици сведоче да је Тамерлан био човек високе интелигенције, не само интуитивне снаге, него и интелектуалне. Говорио је три језика (међу којима и персијски), проучавао је историју, волео је градитељство и баштованство. Савременици кажу да је толико волео уметност да није могао да је не краде. Византијска врата палате са двора османске престонице Бурсе је скинуо и однео у Самарканд. Као врстан играч шаха, измислио је тотално нову врсту те игре, данас познату као "Тамерланов шах" са дупло више фигура и сто десет поља.

## Империја и ратови
Тамерлан је се уздигао из номадских племена, као Џингис Кан, али за разлику од њега, Тамерлан је своју снагу засновао и на знању народа које је покорио. Његова држава је била комбинација номадских и насељених народа. Тамерланова војска је била састављена од муслимана, хришћана, Турака, Таџака, Арабљана, Грузијаца и Индијаца, а не само од Монгола. Била је позната не само по величини територије коју је заузела, него и по суровости.
Војска Тамерлана се састајала од тумена - војних јединица од 10.000 људи на покореним територијама. Састав је варирао: од чланова тимуридске породице, преко чланова лојалних племена Барлас и Џалаир, до припадника Златне Хорде, анадолских и персијских плаћеника.
Тамерланова армија је била стално у покрету. 18. јуна 1391. је била велика битка код Кандуче после које је Тамерлан продро у Индију. Са тог похода је донео слоновачу коју је искористио у Самарканду за градњу џамија и некропола.
Тамерлан је 1401. напао Ирак. После освајања Багдада, око 20.000 његових становника је било масакрирано. Тамерлан је наредио да се сваки војник врати са најмање две одсечене људске главе и да му је покаже. Многи војници су били толико уплашени да су убијали таоце заробљене раније да би имали довољно глава да покажу Тамерлану. Тамерлан је такође спроводио масакре над домаћим асирским хришћанским становништвом, тада већинским становништвом у северној Месопотамији, и у то време древни асирски град Асур је коначно напуштен.
Тамерлан је код Ангоре 28. јула 1402. победио османског султана Бајазита Муњу, разбио његову војску, а самог Бајазита заробио. У току или непосредно после битке заробио је и његову супругу принцезу Оливеру. Бајазит је умро у заточеништву, а Оливеру је Тамерлан ослободио без откупа захваљујући договору с њеним братом кнезом Стефаном Лазаревићем кога је изузетно поштовао као великог и храброг ратника. Савременици тврде да је Тамерлан био импресиониран тактиком српске тешке коњице под вођством деспота Стефана Лазаревића.
Тамерланова амбиција је била да поново отвори Пут свиле као централну трговачку руту између Европе и Кине, и да држи монопол над њим. Монопол би био досегнут освајањима, првенствено покоравањем Златне Хорде на северу, потом држава Персије, свих осталих монголских племена, и напокон Индије и Кине.
Тамерланов утицај на ток историје човечанства се највише може огледати у наредне три ставке: Прапраунук Тимуровог сина Миран Шаха, Захерудин Мухамед Бин Омаршеик, историји познатији као Бабур, био је оснивач Могулског царства, које је владало индијским просторима од 1526. до 19ог века. Самим тим, Тамерлан је имао огроман утицај на историју индије 16ог, 17ог и 18ог века. Такође, Тамерлан је индиректно допринео настанку Русије. Након што је 1395. разбио Токтамишову Златну хорду, сравнио са земљом највеће градове, и од некад огромне силе направио од ње земљу у тоталном колапсу, било је очигледно да је дошло време за развитак Московске кнежевине, и тако је Тамерлан поразом и уништењем Златне Хорде знатно допринео убрзаном развитку Московске кнежевине и настанку Русије. Такође, битна ставка је Тамерланова победа над Бајазитом и Османлијама у бици код Анкаре 1402. године. Тиме је, врло вероватно, одложио османско освајање Константинопоља за 51 годину. Бајазит је био спретан и амбициозан владар, и врло је могуће да би потчинио Константинопољ Османлијама, да није било Тамерлана. Након Анкаре, дошло је до грађанског рата између Бајазитових синова, који је трајао 11 година, и требало је 20 до 30 година да се царство опорави од овог унутрашњег конфликта. Тако да, 3 кључне ставке по којима је Тамерлан знатно утицао на историју човечанства су уништење чувене монголске златне хорде, чиме је допринео настанку Русију, темељ за оснивање Могулског царства у Индији, које је постојало од 1526. до 1857.,као и одлагање османских експанзионистичких замисли за читавих пола века. Такође, Тамерлан је након својих 7 бруталних експедиција по Грузији, у периоду од 1386. до 1403. направио од ове некад моћне краљевине сенку онога што је била, да би се она, мало по мало, неких 50ак година након Тимурове смрти у потпуности распала. Ван области политике и експанзионизма, Тамерланово завештање се осликава кроз Тимуридску ренесансу, Самарканд, Букара, Андиђан, Кат, Кива, и многи други градови су слика и прилика велелепних тимуридских архитектонских издања. Тимуров унук, Улуг Бег, је био врстан научник своје епохе. Имао је опсерваторију у Самарканду и дао је имена бројним сазвежђима.
Са друге стране, Тамерлан је несумњиво један од најбруталнијих и најозлоглашенијих људи у историји. Бруталности његових кампања су биле несагледивих размера, правио је џиновске куле од хиљада одсечених људских глава у бројним градовима које је покорио, цементирао је живе људе у зидине утврђења, закопавао их живе, завезивао их за земљу и затим давао да ергеле коња у пуној брзини претрче преко њих, давао је својим војницима да силују и убијају девојке пред њиховим синовима, мужевима и очевима. У бројним градовима је закључавао цивилно становништво у џамије, које би затим окружио ватром и запалио стотине људи унутра. Убијао је бебе пред мајкама, пио крв поражених цивила, љуштио кожу људима, чак је иновативно смишљао справе за тортуру, евидентно настојећи да његови поступци буду што нечовечнији и што суманутији, гајећи опсесију да у историју уђе као симбол моћи, зла и терора, у чему је у потпуности успео. Опустошио је хиљаде градова, убијајући жене, децу и животиње у њима, и рушећи све до темеља. Његово име је било симбол страха и цела тадашња Азија је страховала од немилосрдних Тимурових армија. Многи историчари одговорно тврде да је Тамерлан био есенција зла и окрутности и по таквој етичкој дефиницији најокрутнији владар у историји.

## Кина и смрт
Први владар Минг династије у Кини, император Хунг Ву (1368—1398) је послао гласнике у све бивше монголске провинције са захтевом да буде признат за врховног владара. Један од гласника је стигао у Самарканд 1395. и био је одмах затворен од стране Тамерлана, који је већ имао развијене амбиције о контроли Пута Свиле, развоју империје и „престизању Александра по величини освојених територија“.
Други владар Минга, Јинг Ло (1402—1424) предвидео је могућност сукоба са Тамерланом и послао је још једно посланство у Самарканд. И овај други гласник је био затворен. 1405. Јинг Ло шаље велику поморску експедицију на запад са жељом да лиши Кину изолације, али и да избегне коришћење Пута Свиле који држи Тамерлан.
Тамерлан није слушао савет својих генерала и није чекао пролеће 1405. Кренуо је одмах у напад на Кину. Планирао је да се без заустављања запути до реке Јархант, тамо се улогори и чека прве знаке пролећа да почне велики напад. Напустили су Самарканд рано у јануару. Тамерлан је водио огромну војску за његов последњи и највећи напад - напад на Кину. Иако је његова војска била јака, сам Тамерлан је био слаб. Имао је скоро седамдесет година, био је преслаб да хода или јаше, морали су да га носе у носиљци. Крајем јануара стигли су до Утрара. Због велике зиме и тешког пута Тамерланово здравље је било већ озбиљно нарушено. 17. или 18. фебруара 1405. Тамерлан је умро док је предводио свој поход на Кину. Његово тело је враћено у Самарканд и он је сахрањен у џамији - маузолеју Гур-и-Мур.
После Тамерланове смрти његово царство, Тимуридска империја, је ослабила. Сузбијена је на шири простор средње Азије, али је се одржала, са прекидима, још дуго времена.
Иако никада није освојио Кину, Тамерлан је саздао империју која је се ширила од граница Кине ка Босфору, и од Индије до данашњег европског простора Русије, једну од највећих империја коју је свет икада видео, и многи историчари га сматрају највећим освајачем после Џингис-кана и Александра Великог.